# Lotta greco-romana ai Giochi della VIII Olimpiade - Pesi gallo
La competizione della categoria pesi gallo (fino a 58 kg) di Lotta greco-romana dei Giochi della VIII Olimpiade si è svolta dal 6 al 10 luglio 1924 al Vélodrome d'hiver a Parigi.

## Formato
Torneo con eliminazione alla seconda sconfitta. 

## Risultati
| Legenda                               | Legenda |
| ------------------------------------- | ------- |
| Lottatore senza sconfitte             |         |
| Lottatore con una sconfitta           |         |
| Lottatore con due sconfitte Eliminato |         |

### Primo Turno
Si è disputato nei giorni 6 e 7 luglio
| Atleta              |       | Atleta            | Ris.      |
| ------------------- | ----- | ----------------- | --------- |
| Armand Magyar       | batte | Arvid Östman      | Ai punti  |
| Johannes van Maaren | batte | Alberts Krievs    | Ai punti  |
| Sven Martinsen      | batte | Georgios Zervinis | Ai punti  |
| Henri Dierickx      | batte | Herman Andersen   | Ai punti  |
| Adolf Herschmann    | batte | Mazhar Çakin      | Ai punti  |
| Georg Gundersen     | batte | Jan Bozděch       | Schienato |
| Ragnvald Olsen      | batte | Carlo Ponte       | Ai punti  |
| Théo Kueny          | batte | Antonín Skopový   | Schienato |
| Eduard Pütsep       | batte | Pierre Slock      | Schienato |
| Väinö Ikonen        | batte | Giovanni Gozzi    | Ai punti  |
| Anton Koolmann      | batte | G. Appruzèze      | Schienato |
| Anselm Ahlfors      | batte | Sigfrid Hansson   | Ai punti  |
| József Tasnádi      |       | Riposo            |           |

## Secondo Turno
Si è disputato il giorno 7 luglio
| Atleta              |       | Atleta            | Ris.       |
| ------------------- | ----- | ----------------- | ---------- |
| József Tasnádi      | batte | Arvid Östman      | Ai punti   |
| Armand Magyar       | batte | Alberts Krievs    | Ai punti   |
| Johannes van Maaren | batte | Georgios Zervinis | Ai punti   |
| Sven Martinsen      | batte | Herman Andersen   | Ai punti   |
| Henri Dierickx      | batte | Mazhar Çakin      | Schienato  |
| Adolf Herschmann    | batte | Georg Gundersen   | Per ritiro |
| Jan Bozděch         | batte | Carlo Ponte       | Ai punti   |
| Antonín Skopový     | batte | Ragnvald Olsen    | Ai punti   |
| Théo Kueny          | batte | Pierre Slock      | Ai punti   |
| Eduard Pütsep       | batte | Väinö Ikonen      | Ai punti   |
| Giovanni Gozzi      | batte | Anton Koolmann    | Ai punti   |
| Anselm Ahlfors      | batte | G. Appruzèze      | Schienato  |
| Sigfrid Hansson     |       | Riposo            |            |

## Terzo Turno
Si è disputato il giorno 8 luglio
| Atleta           |       | Atleta              | Ris.      |
| ---------------- | ----- | ------------------- | --------- |
| Sigfrid Hansson  | batte | Armand Magyar       | Ai punti  |
| József Tasnádi   | batte | Johannes van Maaren | Ai punti  |
| Henri Dierickx   | batte | Sven Martinsen      | Ai punti  |
| Adolf Herschmann | batte | Jan Bozděch         | Ai punti  |
| Ragnvald Olsen   | batte | Théo Kueny          | Schienato |
| Eduard Pütsep    | batte | Antonín Skopový     | Ai punti  |
| Väinö Ikonen     | batte | Anton Koolmann      | Ai punti  |
| Anselm Ahlfors   | batte | Giovanni Gozzi      | Ai punti  |

## Quarto Turno
Si è disputato nei giorni 8 e 9 luglio
| Atleta           |       | Atleta              | Ris.      |
| ---------------- | ----- | ------------------- | --------- |
| Armand Magyar    | batte | Johannes van Maaren | Ai punti  |
| Sigfrid Hansson  | batte | József Tasnádi      | Ai punti  |
| Väinö Ikonen     | batte | Sven Martinsen      | Ai punti  |
| Ragnvald Olsen   | batte | Henri Dierickx      | Schienato |
| Adolf Herschmann | batte | Théo Kueny          | Schienato |
| Eduard Pütsep    | batte | Anselm Ahlfors      | Schienato |

## Quinto turno
Si è disputato nei giorni 9 e 10 luglio
| Atleta          |       | Atleta           | Ris.     |
| --------------- | ----- | ---------------- | -------- |
| Sigfrid Hansson | batte | Adolf Herschmann | Ai punti |
| Anselm Ahlfors  | batte | József Tasnádi   | Ai punti |
| Eduard Pütsep   | batte | Armand Magyar    | Ai punti |
| Väinö Ikonen    | batte | Ragnvald Olsen   | Ai punti |
| Henri Dierickx  |       |                  | DNF      |

## Sesto turno
Si è disputato il giorno  10 luglio
| Atleta           |       | Atleta          | Ris.     |
| ---------------- | ----- | --------------- | -------- |
| Eduard Pütsep    | batte | Sigfrid Hansson | Ai punti |
| Anselm Ahlfors   | batte | Väinö Ikonen    | Ai punti |
| Adolf Herschmann |       |                 | DNF      |

## Classifica finale
| Pos.    | Atleta              | Nazione        | Vittorie | Sconfitte |
| ------- | ------------------- | -------------- | -------- | --------- |
| Oro     | Eduard Pütsep       | Estonia        | 6        | 0         |
| Argento | Anselm Ahlfors      | Finlandia      | 5        | 1         |
| Bronzo  | Väinö Ikonen        | Finlandia      | 4        | 2         |
| 4       | Sigfrid Hansson     | Svezia         | 3        | 2         |
| 5       | Adolf Herschmann    | Austria        | 4        | 1         |
| 6       | Henri Dierickx      | Belgio         | 3        | 1         |
| 7       | Armand Magyar       | Ungheria       | 3        | 2         |
| 7       | Ragnvald Olsen      | Norvegia       | 3        | 2         |
| 9       | József Tasnádi      | Ungheria       | 2        | 2         |
| 9       | Johannes van Maaren | Paesi Bassi    | 2        | 2         |
| 9       | Sven Martinsen      | Norvegia       | 2        | 2         |
| 9       | Théo Kueny          | Francia        | 2        | 2         |
| 13      | Jan Bozděch         | Cecoslovacchia | 1        | 2         |
| 13      | Antonín Skopový     | Cecoslovacchia | 1        | 2         |
| 13      | Giovanni Gozzi      | Italia         | 1        | 2         |
| 13      | Anton Koolmann      | Estonia        | 1        | 2         |
| 17      | Arvid Östman        | Svezia         | 0        | 2         |
| 17      | Alberts Krievs      | Lettonia       | 0        | 2         |
| 17      | Georgios Zervinis   | Grecia         | 0        | 2         |
| 17      | Herman Andersen     | Danimarca      | 0        | 2         |
| 17      | Mazhar Çakin        | Turchia        | 0        | 2         |
| 17      | Georg Gundersen     | Danimarca      | 0        | 2         |
| 17      | Carlo Ponte         | Italia         | 0        | 2         |
| 17      | Pierre Slock        | Belgio         | 0        | 2         |
| 17      | G. Appruzèze        | Francia        | 0        | 2         |